# Ulrich Apt

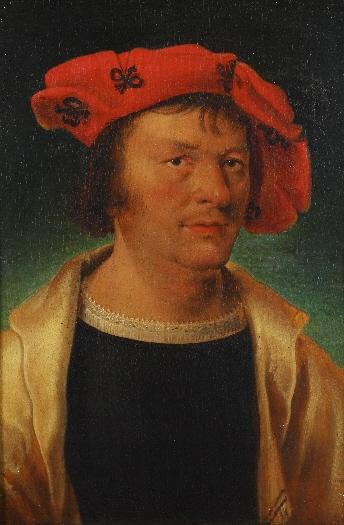
Retrato de hombre, óleo sobre tabla, 34 x 24 cm, Madrid, Museo Lázaro Galdiano.

Ulrich Apt, llamado el Viejo (ca.1460-Augsburgo, 1532) fue un pintor renacentista alemán del siglo XV-XVI, de biografía muy poco conocida. Hay obra suya en varios museos importantes del mundo, como el Museo Metropolitano de Arte.

## Biografía
Hijo de Peter Apt, también pintor, se sabe que fue maestro de pintura en 1481 en Augsburgo, donde organizó, junto con sus hijos un taller familiar, lo que dificulta establecer la autoría de las obras que del mismo salieron. Sus hijos fueron Jacob, fallecido en 1518, Ulrich Apt,(el joven) y Michael.
El Museo Nacional de Arte de Cataluña guarda una Piedad, pintada hacia 1510 y procedente de la colección Thyssen-Bornemisza, en depósito en el museo desde 2004.

## Obras relevantes
- La Piedad, MNAC
- Retrato de un hombre y su mujer, Museo Metropolitano de Arte de Nueva York[3]
- Retrato de un hombre viejo, colección de Liechtenstein
- Retablo de La Crucifixión, en Augsburgo